# مرغ حق منتاوای
مرغ حق منتاوای (نام علمی: Otus mentawi) نام یک گونه از سرده مرغ حق است.